# Szőke herceg
A szőke herceg szereplőtípus a tündérmesék gyakori szereplője. Párhuzamban a férfi hőst szerepeltető mesékkel, ahol a hős férfi a királylány kezét nyeri el, a szőke herceg (aki fehér lovon érkezik) a női főszereplők jutalma. Akár a tipikus hercegnők, a szőke herceg is általában magas, kék szemű, jóképű, fiatal és persze szőke; ezenfelül erős, bátor, önfeláldozó és nem utolsósorban nőtlen(!). Általában a történet vége felé jelenik meg és még a befejezés előtt bizonyítja a hősnő iránti szerelmét. Ilyen hősök szerepelnek az olyan klasszikus mesékben, mint a Hófehérke, Hamupipőke vagy Csipkerózsika.
A gyakran idézett „Békakirály” mese új elemmel bővítette a szereplőt. Ebben a mesében a szőke herceget egy átok békává változtatta, amit csak a királylány csókja törhet meg (ahogy Csipkerózsikát is csak a herceg csókja keltheti fel).
A modern feldolgozások esetenként kifigurázzák a klisét, amennyiben a herceg gyakran önimádó (lásd Shrek 2.) vagy homoszexuális hajlamú, vagy esetlen, mint Alfonz a Hófehér c. rajzfilmben.

## Külső hivatkozások
- Szőke Herceg Verseny